# John J. Mooney

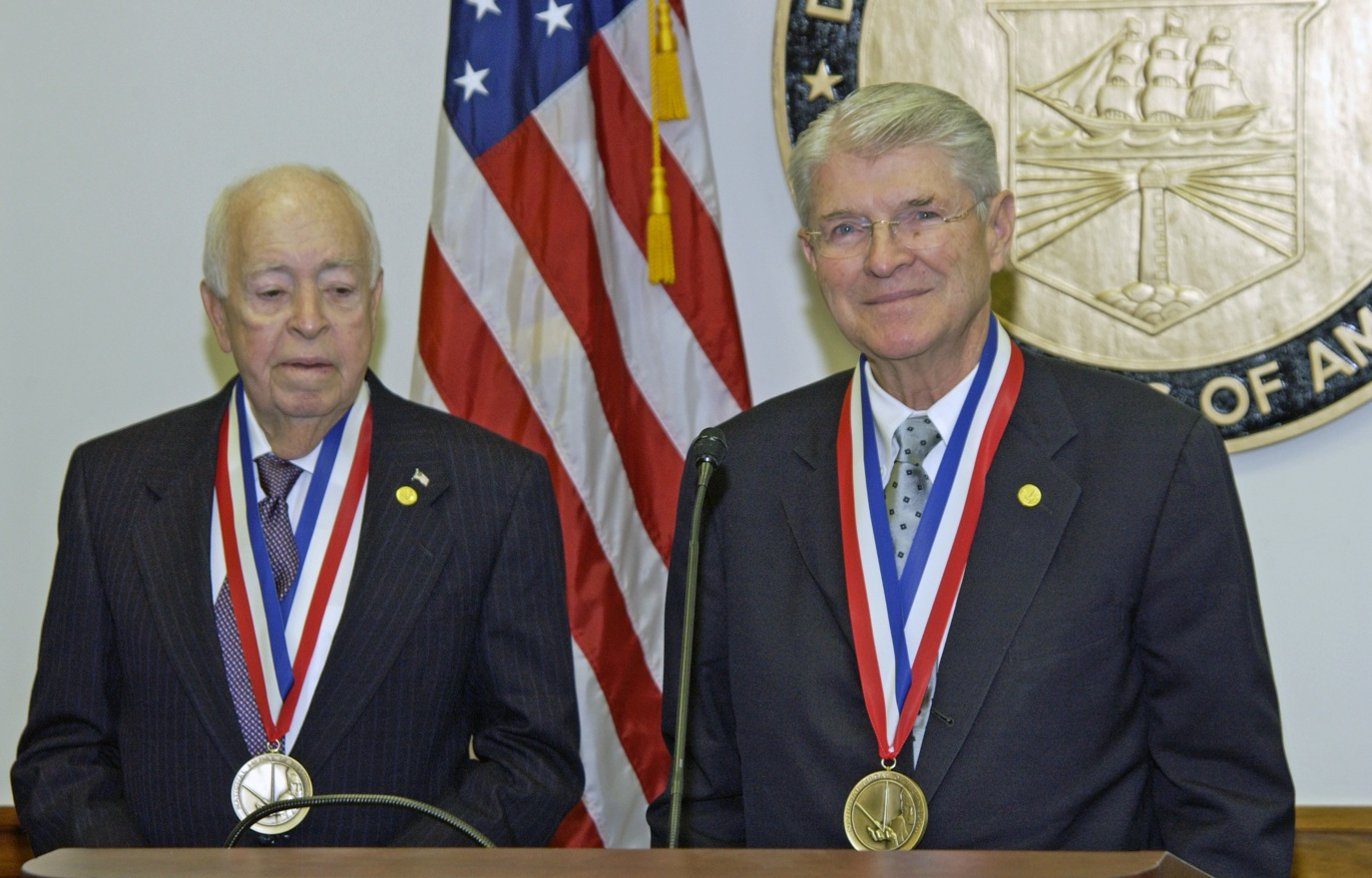
Carl. D. Keith und John J. Mooney (rechts) anlässlich der Verleihung der National Medal of Technology and Innovation für die Erfindung, Anwendung und Kommerzialisierung des Drei-Wege-Katalysators (2003)

John J. Mooney (* 6. April 1930 in Paterson, New Jersey; † 16. Juni 2020 in Wyckoff, New Jersey) war ein amerikanischer Chemie-Ingenieur und Miterfinder des Drei-Wege-Katalysators.

## Frühes Leben und Ausbildung
Mooney wuchs in seinem Geburtsort in New Jersey auf. Nach dem Abitur arbeitete er zehn Jahre für die „Public Service Electric and Gas Company“ (PSE&G), während er gleichzeitig die „Seton Hall University“ besuchte, an der er seinen „Bachelor of Science“ Abschluss im Jahr 1955 erwarb.
Nach mehreren Jahren in der United States Army nahm er seine Ausbildung am Newark College of Engineering (jetzt New Jersey Institute of Technology) wieder auf, dessen Besuch er mit einem Master of Science in Chemical Engineering im Jahr 1960 abschloss. Im Jahr 1992 erwarb Mooney auch einen Abschluss als Master of Business Administration in Marketing der Fairleigh Dickinson University während er bei Engelhard arbeitete.
Mooney wurde im Jahr 2007 von seiner Alma Mater, dem „New Jersey Institute of Technology“, für seine Leistungen in den Bereichen des Umweltschutzes und des Automobilbaus die Ehrendoktorwürde verliehen.

## Karriere
Während seiner Dienstzeit in der Armee der Vereinigten Staaten von 1955 bis 1956 wurde Mooney einer Reihe von Atomtests im Pazifik auf Eniwetok Atoll in den Marshallinseln zugeordnet, bei denen 17 Atombomben und zwei Wasserstoffbomben gezündet wurden.
Nach seiner Ausbildung kam Mooney im Jahr 1960 zu Engelhard, wo er für die Gasanlagenabteilung arbeitete. Zu seinen ersten Aufgaben gehörten die Reinigung von Wasserstoff sowie Untersuchungen zum Zerfall von Ammoniak in Wasserstoff und Stickstoff und ein Verfahren zur Verwendung eines Ruthenium-Katalysators zur Herstellung von Wasserstoff aus flüssigem Ammoniak für die United States Air Force. In der Folge konnte die Versorgung für Wetterballons mit Wasserstoff vereinfacht werden, da es effizienter und einfacher war, flüssigen Ammoniak anstelle von Wasserstoff zu transportieren.
Im Jahr 1970 gab es Änderungen des Clean Air Act, die erhebliche Beschränkungen der Kohlenwasserstoffe-, Kohlenstoffmonoxid- und Stickoxid-Emissionen erforderten. Die damals gängigen Konverter waren reine Oxidations-Katalysatoren, die zwar Kohlenstoffmonoxid und Kohlenwasserstoffe reduzieren konnten, aber bei der Verringerung der Stickoxide unwirksam waren.
Automobilhersteller und Katalysatorhersteller versuchten zunächst, Verfahren mit mehreren Schritten zu entwickeln, bei denen zunächst die Kohlenwasserstoffe und Kohlenmonoxid reduziert wurden und danach die Stickoxide. Im Jahr 1973 gelangen dem Chemiker Carl D. Keith und John Mooney mit ihrem Team bei Engelhard die erste Herstellung eines Drei-Wege-Katalysators. Dieser erlaubte die gleichzeitige Eliminierung von Kohlenwasserstoffen, Kohlenmonoxid und Stickoxiden mit einem einzigen Katalysator. Die Lösung zur Bewältigung der Schwankungen des Luft-Kraftstoff-Gemisches war die Kombination von Oxiden der Seltenen Erden wie Ceroxid als Sauerstoffspeicherkomponente mit Platin und Rhodium auf Aluminiumoxid in einem keramischen Wabenkörper.
Diese Konstruktion gewährleistete, dass der benötigte Sauerstoff aus den Seltenen Erdoxiden freigesetzt werden konnte und den Oxidationsreaktionen zur Verfügung stand. Im Sauerstoffüberschuss wurden die reduzierten Oxide regeneriert. Der Drei-Wege-Katalysator reduziert Stickoxide zu Stickstoff, der in den Stickoxiden enthaltene Sauerstoff sowie Sauerstoff aus der Verbrennungsluft und den Speicherkomponenten oxidieren Kohlenmonoxid zu Kohlendioxid und unverbrannte Kohlenwasserstoffe zu Kohlendioxid und Wasser.

## Auszeichnungen
Mooney wurde im Jahr 1990 für seine Bemühungen um die Abgasreinigung zum Fellow der Society of Automotive Engineers (SAE) gewählt. Im Jahr 2001 erhielt er für seine Arbeit zur Entwicklung und Kommerzialisierung des Drei-Wege-Katalysators zusammen mit Keith den Walter Ahlstrom-Preis, der in Zusammenarbeit mit der finnischen Academies of Technology vergeben wird. Schätzungen zufolge wurden bis zum Zeitpunkt der Vergabe durch die von Keith und Mooney entwickelten Konverter 56 Millionen Tonnen Kohlenwasserstoffe, 118 Millionen Tonnen Stickoxide und 464 Milliarden Tonnen Kohlenstoffmonoxid aus Autoabgasen in den 25 Jahren seit der Einführung konvertiert.
Zusammen mit Keith wurde Mooney durch den Präsidenten der Vereinigten Staaten George W. Bush im Jahr 2002 die National Medal of Technology verliehen. Mooney erhielt außerdem 1999 den Arthur Dehon Little Award for Innovation des American Institute of Chemical Engineers und 2005 den Kazutoshi Fujimura Life Time Achievement in International Chemical Engineering Award des American Institute of Chemical Engineers.
Mooney hielt 17 Patente, dabei das eines Katalysators für Zweitakt-Motoren, der zum Beispiel in Kettensägen, Rasenmähern und Laubsaugern verwendet wird. Als Präsident des „Environmental and Energy Technology and Policy Institute“ arbeitete Mooney in Partnerschaft mit dem United Nations Environment Program, um ein Ende der Verwendung von bleihaltigem Benzin auf der ganzen Welt zu erreichen. Im Jahr 2002 gab es noch 51 Länder in Afrika, in denen bleihaltiges Benzin noch im Einsatz war. Durch Bearbeitung von Fragestellungen um die Ventilsitzhärtung und den Nachweis, dass Blei im Benzin das Problem nicht löst, haben inzwischen alle Staaten die Verwendung von bleihaltigem Benzin verboten.
Mooney lebte seit 2003, nach 43-jähriger Tätigkeit für Engelhard, im Ruhestand in Wyckoff, New Jersey, wo er im Juni 2020 im Alter von 90 Jahren infolge eines Schlaganfalls starb.